# Sala da ballo

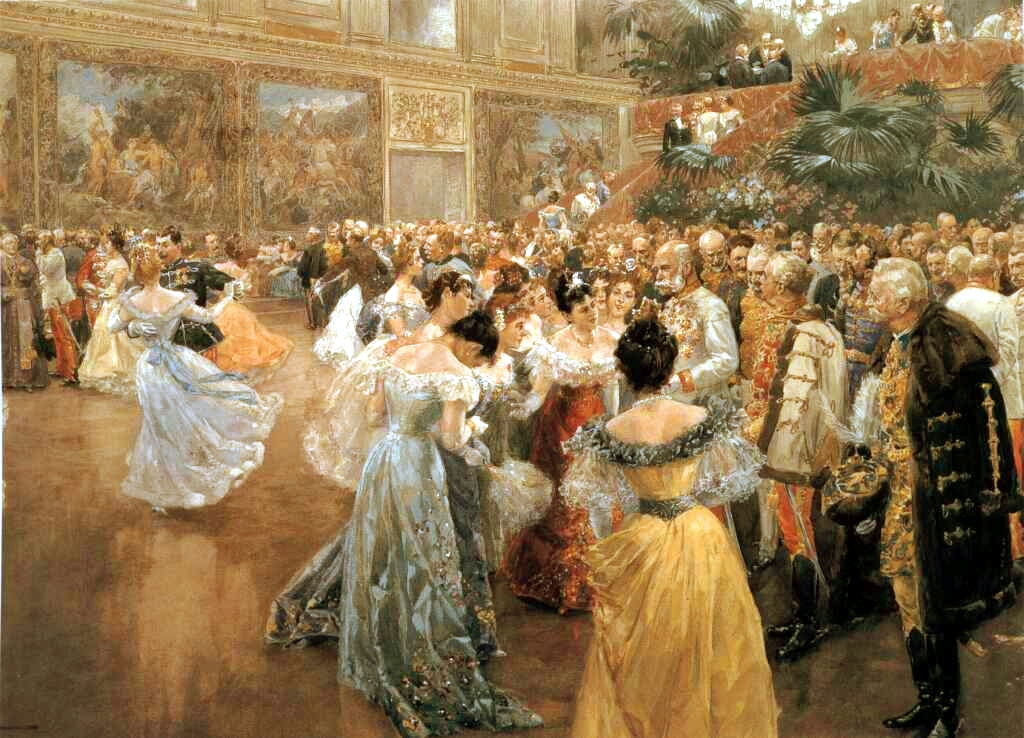
Hofball in Wien (1900) di Wilhelm Gause

Una sala da ballo è un luogo elegante e prestigioso in cui si tengono i balli.

## Storia
Le più antiche sale da ballo si diffusero durante il XVII secolo in concomitanza con l'esplosione della moda dei balli cortigiani ed erano annesse ai castelli nobiliari. A partire dalla fine del secolo ebbero una certa fortuna anche le cosiddette redoute ("ridotte"), ove avvenivano i balli in maschera e si danzava il minuetto. Nel XIX secolo, epoca in cui le sale da ballo divennero una moda borghese, vi si danzava il valzer, la quadriglia e altri balli di coppia, oppure si facevano giochi di società. In seguito, con il diminuire dell'importanza sociale delle sale da ballo, molte di esse vennero demolite o riadattate ad altri usi.

## Caratteristiche
Le sale da ballo sono aree molto spaziose e riccamente decorate, con alti soffitti, parquet in legno. Dal momento che la musica veniva suonata dal vivo, queste strutture necessitavano di una buona acustica, ed essendo molto spaziose necessitavano di alte spese di manutenzione. Le storiche piste da ballo potevano presentare aree di ristoro e, a partire dall'Ottocento, iniziarono a essere finanziate grazie agli introiti dei biglietti di ingresso. Gli ospiti che partecipavano a feste nelle sale da ballo indossavano delle apposite scarpe da ballo. La sala da ballo si differenzia pertanto dalle piste da ballo e dalle più informali discoteche.